# Камасоц
Камасоц (Кама Соц) (/kɑːməˈsɒts/ от юк. Maaya T’aan, /kämäˈsots/) (альтернативные варианты написания Кама-Зоц, Соц, Зоц) - в мифологии майя бог-летучая мышь, воплощение ночного ужаса, смерти, жертвоприношения. Он требовал человеческих жертв. На языке киче имя Camazotz происходит от двух древних слов майя (K’iche) «kame» и «sotz’», которые означают, соответственно, «смерть» и «летучая мышь», таким образом слово «кама соц» означает «смерть-летучая мышь». В эпическом произведении майя-киче «Пополь-Вух» указано, что Камасоц управлял одним из пяти «домов испытаний» преисподней майя Шибальбы — «Домом Летучей мыши».

## Образ
Камасоца изображали в облике летучей мыши (который в Месоамерике ассоциируется с ночью, подземным миром (смертью), и жертвой) с жертвенным ножом в одной руке и с другой стороны его жертвой.

## Мифология
Согласно «Пополь-Вух» (священной книгой майянского народа киче), с Камасоцем встретились братья-близнецы Хунахпу и Шбаланке (на языке киче имена означают, соответственно, «один стрелок из сарбакана» и «маленький ягуар — олень») во время испытаний в подземном мире Шибальба . Они вынуждены были переночевать в Доме летучих мышей. Чтобы спастись от Кама Соца братья спрятались внутри своих духовых трубок. Утром Хунахпу высунул голову из трубки, чтобы посмотреть взошло ли Солнце. В это время Камасоц оторвал голову и отнес богам, которые использовали голову для игры в мяч.
В части III, главе 5 «Пополь-Вух», посланец Шибальбы в виде человека с крыльями летучей мыши становится посредников в споре между богом Тохилем и человечеством, в котором человечество обещает свои подмышки и талии (открытие груди в человеческом жертвоприношении) в обмен на огонь.
В эпосе киче «Пополь-Вух» запечатлен очень древний миф о происхождении и приключениях божественных близнецов, распространённый некогда почти у всех племён индейцев Центральной и Южной Америки. Наиболее полная форма его сохранилась у мопанов (группа майя в Белизе), наиболее древняя — у пипилей в Исалько (Сальвадор).

## История
Около 100 года до н. э. индейцы сапотеки, тогда проживавших на территории современного штата Оахака в Мексике уже поклонялись антропоморфному монстру с телом человека и головой летучей мыши. Впоследствии его специфический религиозный культ распространился среди киче, одного из племен майя, владевшего территорией современной Гватемалы и Гондураса. В конечном итоге монстр нашёл свое место среди пантеона киче, а также киче быстро отождествили бога летучей мыши со своим богом Зоцилахой Чамалканом, богом огня. Миф о камазотцах вышел далеко за пределы земли древних майя, поскольку истории о подобных существах распространились по всей Гватемале и даже до Бразилии. Живым воплощение Кама Соца, вероятно, была ныне вымершая летучая мышь-вампир Desmodus draculae.

###### Храмы
Храмы науа в форме подковы были посвящены поклонению богу — летучей мыши. Их алтари были обращены на восток и сделаны из чистого золота. Поклоняющиеся считали, что бог — летучая мышь обладает способностью излечивать любую болезнь, а также способностью перерезать божественную нить жизни, соединяющую тело с душой. Жрецы науа призывали бога Камасоца, когда просили о здоровье.